# Bango
Bango is een bestuurslaag in het regentschap Demak van de provincie Midden-Java, Indonesië. Bango telt 5927 inwoners (volkstelling 2010).